# Helmut Leonardy
Helmut Leonardy (* 5. Juli 1925 in Beckingen; † 5. Februar 1987 in Saarbrücken) war ein deutscher Jurist, Präsident des Landgerichts Saarbrücken und Vorsitzender des Deutschen Richterbundes.

## Leben
Nach dem Studium der Rechtswissenschaften an der Universität des Saarlandes machte Helmut Leonardy 1956 sein Zweites juristisches Staatsexamen und fand eine Anstellung im Saarländischen Justizministerium. 1957 wurde er zum Landgerichtsrat beim Landgericht Saarbrücken ernannt und war 1960 Mitglied der Zivilkammer. 1964 folgte die Berufung zum Richter am Oberlandesgericht Saarbrücken.
Leonardy betätigte sich verbandspolitisch und war von 1975 an Mitglied im Deutschen Richterbund und dort in verschiedenen Kommissionen aktiv. In zahlreichen Beiträgen in der Deutschen Richterzeitung nahm er Stellung zu aktuellen Themen, so z. B. seine Stellungnahme zum Entwurf eines Gesetzes zur Regelung der Allgemeinen Geschäftsbedingungen (AGB-Gesetz).
1977 erhielt er die Ernennung zum Vizepräsidenten des OLG Saarbrücken. Diese Tätigkeit übte er bis zu seinem Wechsel zum Verfassungsgerichtshof des Saarlandes im Jahre 1980 aus.
Am 3. Oktober 1980 wurde er zum Vizepräsidenten des Zentralrates der internationalen Richtervereinigung und am 7. November des Jahres zum Vorsitzenden des Deutschen Richterbundes gewählt. Dieses Amt hatte er bis zu seinem Tod im Jahre 1987 inne.
Von 1983 bis 1987 leitete er als Präsident das Landgericht Saarbrücken.
Am 5. April 1984 eröffnete er mit einem Vortrag die Festveranstaltung  aus Anlass der 75. Wiederkehr der Gründung des Deutschen Richterbundes.